# Élections législatives de 1951 dans l'Aube
Les élections législatives françaises de 1951 se tiennent le 17 juin. Ce sont les deuxièmes élections législatives de la Quatrième République.

## Mode de scrutin
Représentation proportionnelle plurinominale suivant la méthode du plus fort reste dans 103 circonscriptions, conformément à la loi des apparentements : les listes qui se sont « apparentées » avant l'élection remportent tous les sièges de la circonscription si leurs voix ajoutées obtiennent la majorité absolue des suffrages exprimés. Il y a 629 sièges à pourvoir.
Le vote préférentiel est admis. 
Dans le département de l'Aube, quatre députés sont à élire.

## Candidats

### Liste d’Union des indépendants, paysans et républicains nationaux et de défense des libertés professionnelles
| N° | Candidats | Candidats       | Parti | Principales fonctions                              |
| -- | --------- | --------------- | ----- | -------------------------------------------------- |
| 01 |           | André Mutter    | CNIP  | Avocat à la Cour, député sortant, ancien résistant |
| 02 |           | Henri Roulon    | CNIP  | Agriculteur, député sortant                        |
| 03 |           | Maurice Barrier | CNIP  | Commerçant                                         |
| 04 |           | Pierre Labonde  | CNIP  | Agriculteur, adjoint au maire de Rhèges            |

### Liste d’Union républicaine et résistante et antifasciste pour l'indépendance nationale, le pain, la liberté et la paix
| N° | Candidats | Candidats                      | Parti | Principales fonctions                                                              |
| -- | --------- | ------------------------------ | ----- | ---------------------------------------------------------------------------------- |
| 01 |           | Marcel Noël                    | PCF   | Ouvrier mécanicien, député sortant, conseiller municipal de Troyes, ancien déporté |
| 02 |           | Jean Flavien                   | PCF   | Propriétaire à Voué                                                                |
| 03 |           | Rolande Ibanez, dite Betty Dié | PCF   | Commerçante, ancienne résistante FTP                                               |
| 04 |           | Maurice Camuset                | PCF   | Ancien cheminot, ancien résistant, maire de Romilly-sur-Seine                      |

### Liste du Parti socialiste
| N° | Candidats | Candidats       | Parti | Principales fonctions                                                               |
| -- | --------- | --------------- | ----- | ----------------------------------------------------------------------------------- |
| 01 |           | Germain Rincent | SFIO  | Député sortant, conseiller municipal de Troyes                                      |
| 02 |           | Roger Dossot    | SFIO  | Agriculteur, maire de Virey-sous-Bar, conseiller général du canton de Bar-sur-Seine |
| 03 |           | Maurice Véchin  | SFIO  | Ouvrier de scierie, conseiller général, maire de Bar-sur-Aube                       |
| 04 |           | André Montmaur  | SFIO  | Visiteur d'ateliers à la SNCF, conseiller municipal de Romilly-sur-Seine            |

### Liste du Rassemblement du peuple français
| N° | Candidats | Candidats     | Parti | Principales fonctions                                          |
| -- | --------- | ------------- | ----- | -------------------------------------------------------------- |
| 01 |           | Louis Briot   | RPF   | Négociant en grains, conseiller municipal d'Essoyes            |
| 02 |           | Georges Mahée | RPF   | Médecin à Troyes, ancien résistant, ancien déporté             |
| 03 |           | André Bugnot  | RPF   | Ouvrier à Sainte-Savine, syndicaliste CFTC                     |
| 04 |           | Henri Demussy | RPF   | Ancien exploitant forestier, ancien résistant, Mussy-sur-Seine |

### Liste du Parti radical-socialiste
| N° | Candidats | Candidats             | Parti   | Principales fonctions                 |
| -- | --------- | --------------------- | ------- | ------------------------------------- |
| 01 |           | André-Marcel Dupont   | Radical | Huissier à Troyes                     |
| 02 |           | Marguerite Émile-Zola | Radical | Docteur en médecine                   |
| 03 |           | Henry Supper-Lebois   | Radical | Industriel (imprimeur) à Bar-sur-Aube |
| 04 |           | Serge Neveu           | Radical | Représentant                          |

### Liste du Rassemblement des groupes républicains et indépendants français
| N° | Candidats | Candidats        | Parti | Principales fonctions      |
| -- | --------- | ---------------- | ----- | -------------------------- |
| 01 |           | Gilbert Teffe    | RGRIF | Représentant de commerce   |
| 02 |           | Fernand Overlen  | RGRIF | Commerçant à Troyes        |
| 03 |           | Jacques Sebeyran | RGRIF | Industriel à Troyes        |
| 04 |           | Georges Froechly | RGRIF | Mécanicien à Sainte-Savine |

### Liste de l'Union démocratique et socialiste de la résistance
| N° | Candidats | Candidats        | Parti | Principales fonctions |
| -- | --------- | ---------------- | ----- | --------------------- |
| 01 |           | Fernand Koechlin | UDSR  | Publiciste            |
| 02 |           | Paul Heurtaux    | UDSR  | Industriel            |
| 03 |           | Paul Capitain    | UDSR  | Directeur d'industrie |
| 04 |           | Claire Saunier   | UDSR  | Institutrice          |

## Élus
| Député sortant  | Parti | Parti | Député élu ou réélu | Parti | Parti |
| --------------- | ----- | ----- | ------------------- | ----- | ----- |
| Marcel Noël     |       | PCF   | Marcel Noël         |       | PCF   |
| Germain Rincent |       | SFIO  | Germain Rincent     |       | SFIO  |
| André Mutter    |       | CNIP  | André Mutter        |       | CNIP  |
| Henri Roulon    |       | CNIP  | Louis Briot         |       | RPF   |

## Résultats

### Résultats à l'échelle du département
- Les listes de la SFIO et Rad soc se sont apparentées.
- Leurs voix cumulées représentant moins de 50% des exprimés, les sièges sont répartis à la proportionnelle entre tous les partis.

| Parti    | Parti     | Tête de liste       | Résultats | Résultats | Sièges |  |
| Parti    | Parti     | Tête de liste       | Voix      | %         |        |  |
| -------- | --------- | ------------------- | --------- | --------- | ------ |  |
|          | CNIP      | André Mutter        | 33 102    | 31,19     | 1      |  |
|          | PCF       | Marcel Noël         | 28 484    | 26,84     | 1      |  |
|          | RPF       | Louis Briot         | 19 658    | 18,52     | 1      |  |
|          | SFIO *    | Germain Rincent     | 15 543    | 14,65     | 1      |  |
|          | Rad soc * | André Marcel Dupont | 6 555     | 6,18      | 0      |  |
|          | RGRIF     | Gilbert Teffe       | 2 045     | 1,93      | 0      |  |
|          | UDSR      | Fernand Koechlin    | 0         | 0,00      | 0      |  |
|          |           |                     |           |           |        |  |
| Inscrits | Inscrits  | Inscrits            | 139 064   | 100,00    | 4      |  |
| Votants  | Votants   | Votants             | 109 734   | 75,56     |        |  |
| Exprimés | Exprimés  | Exprimés            | 106 126   | 96,71     |        |  |